# Пещера Ломоносова
Пещера Ломоносова, Ломоносова (КН 958-3) — карстовая пещера на горном массиве Агармыш в Крыму. Относится к Горно-Крымской карстовой области.

## Описание
Расположена на Агармышском горном массиве, относится к Агармышскому карстовому району. Заложена в верхнеюрских конгломератовых известняках. Высота входа над уровнем моря 690 м. Протяженность 190 м, глубина 115 м, площадь 260 м², категория сложности — 2А.
Пещера закрыта для посещения. Из-за близости карьера в пещерах Агармыша происходят обвалы и их посещение нужно согласовывать.
Богата натечными украшениями (кораллиты, сталактиты, геликтиты). Особенно богат ими зал на глубине 105 м. Ходы изобилуют узостями и трудны для прохождения. Открыта и названа в 1986 году в честь выдающегося ученого, академика-географа Михаила Васильевича Ломоносова (1711—1765), руководителя Географического департамента Петербургской Академии наук, неоднократно обращавшегося в своих трудах к теме Тавриды-Крыма.